# Happy Valley (serial telewizyjny)
Happy Valley – brytyjski serial telewizyjny emitowany od 29 kwietnia 2014 do 5 lutego 2023 przez stację BBC One, zaś w Polsce od 10 maja 2015 roku na kanale Ale Kino+.

## Fabuła

### Seria pierwsza
Akcja serialu rozgrywa się w angielskim regionie West Yorkshire. Policjantka Catherine Cawood codziennie zmaga się w pracy z rosnącą plagą narkomanii i przemocy wśród okolicznych mieszkańców, a w życiu prywatnym z żałobą po śmierci córki, która popełniła samobójstwo wskutek depresji po gwałcie. Owocem przestępstwa był syn, którego teraz Catherine wychowuje przy wsparciu siostry. Gdy z więzienia zostaje wypuszczony Tommy Lee Royce, psychopata, który zgwałcił córkę Catherine, policjantka obsesyjnie stara się go odnaleźć, jest bowiem przekonana, że ponownie dopuści się on przestępstwa. Tymczasem Tommy nie tylko popełnia kolejną zbrodnię, ale też porywa swojego synka, licząc na zbudowanie więzi z dzieckiem.

### Seria druga
Po ponownym osadzeniu Tommy’ego w więzieniu Catherine stara się odbudować spokój rodziny. Jednak ojciec jej wnuka nie ustaje w próbach zemsty nawet zza krat. Wykorzystuje do tego zakochaną w nim, niezrównoważoną emocjonalnie kobietę, która zatrudnia się jako nauczycielka w szkole wnuka Catherine i stara się wywołać w chłopcu sympatię do ojca i podburzyć go przeciwko Catherine. Nieświadoma tego policjantka koncentruje się w tym czasie na rozwiązaniu zagadki kryminalnej: w okolicy grasuje seryjny zabójca polujący na prostytutki.

## Obsada
- Sarah Lancashire jako Catherine Cawood, sierżant policji
- Steve Pemberton jako Kevin Weatherill
- Siobhan Finneran jako Clare Cartwright, siostra Catherine
- James Norton jako Tommy Lee Royce
- Adam Long jako Lewis Whippey
- George Costigan jako Nevison Gallagher
- Joe Armstrong jako Ashley Cowgill
- Charlie Murphy jako Ann Gallagher
- Susan Lynch jako Alison Garrs

## Serie
| Seria | Odcinki | Emisja w Wielkiej Brytanii        | Emisja w Polsce              |
| ----- | ------- | --------------------------------- | ---------------------------- |
| 1     | 1–6     | 29 kwietnia 2014 – 3 czerwca 2014 | 10 maja 2015 – 24 maja 2015  |
| 2     | 7–12    | 9 lutego 2016 – 15 marca 2016     | 3 lipca 2016 – 17 lipca 2016 |
| 3     | 13–18   | 1 stycznia 2023 – 5 lutego 2023   |                              |

## Nagrody
Happy Valley otrzymał wiele nagród, w tym telewizyjną nagrodę BAFTA w 2015 i 2017 roku w kategorii „najlepszy serial dramatyczny”. W 2017 roku Sarah Lancashire otrzymała nagrodę BAFTA w kategorii „najlepsza aktorka”.